# Jang Eui-soo
Jang Eui-soo (en hangul, 장의수; Seúl, 22 de febrero de 1990) es un actor y modelo surcoreano.

## Carrera
Es miembro de la agencia "Elrise Entertainment" (이엘라이즈).
Modeló para el Line or Circle Spring Seoul Fashion Week (서울패션위크) en 2015 así como para el SS14 Seoul Fashion Week. También ha participado en sesiones fotográficas para BNT International entre otras. También ha participado en sesiones fotográficas para "bnt International", entre otras.
En 2012 realizó su debut en televisión cuando obtuvo el papel secundario en la comedia romántica A Gentleman's Dignity.
En el 2015 comenzó su trayectoria en cine cuando apareció en la película bélica Northern Limit Line, película dirigida por Hak-sun Kim y ambientada en la denominada Segunda batalla de Yeonpyeong acaecida en 2002 entre Corea del Norte y Corea del Sur
El 20 de agosto del mismo año apareció en la película The Beauty Inside, donde interpretó a una de las transformaciones de Woo Jin 106.
En octubre del 2018 se unió al elenco recurrente de la serie Bad Papa, donde dio vida a Sang Cheol, un luchador de artes marciales clandestino.
Ese mismo año apareció en la película realizada para la plaforma Viki, Dokgo Rewind.
El 11 de marzo del 2019 se unió elenco recurrente de la serie He Is Psychometric, donde interpretó a Lee Seung-yong, un joven oficial e investigador de la unidad especial de la policía, hasta el final de la serie el 30 de abril del mismo año.
El 22 de mayo del 2020 se unió al elenco principal de la serie web BL Where Your Eyes Linger, donde dio vida a Kang-kook, el mejor amigo y guardaespaldas de Tae-joo (Han Gi-chan).
El 4 de junio de 2021 se unió al elenco principal de la serie web Neighborhood Witch J donde interpretó a Lee Tae-kyung, el representante de una agencia especializada en crear maquillaje y belleza.

## Filmografía

### Series de televisión
| Año  | Título                      | Personaje      | Notas                           |               |
| ---- | --------------------------- | -------------- | ------------------------------- | ------------- |
| 2012 | A Gentleman's Dignity       | -              |                                 |               |
| 2018 | Bad Papa                    | Sang Cheol     |                                 |               |
| 2019 | He Is Psychometric          | Lee Seung-yong | 16 episodios                    |               |
| 2020 | Memorist                    | Park Sung-bum  | Aparición invitada, ep. 1       |               |
| 2020 | SF8: Blink                  | Seo Soo-myeon  |                                 |               |
| 2020 | Mr. Heart                   | -              | Aparición invitada, ep. 2       |               |
| 2021 | Oh My Ladylord              | Park Geon-ho   |                                 | [ 17 ]        |
| 2021 | Scripting Your Destiny      | Kim Cheol-soo  | Aparición invitada, 2 episodios |               |
| 2022 | New Normal Gene             | Do Bo-hyun     |                                 |               |
| 2023 | Queen of the Mask           | Cho Yong-pil   |                                 | [ 18 ] [ 19 ] |
| 2024 | Borrador de malos recuerdos | Nam-jin        |                                 | [ 20 ]        |

### Series web
| Año  | Título                           | Personaje     | Notas        | Ref.   |
| ---- | -------------------------------- | ------------- | ------------ | ------ |
| 2018 | What Are You Doing On Christmas? | -             | 2 episodios  |        |
| 2019 | Jal Pa Gin Love                  | Si Ran-ho     | 3 episodios  |        |
| 2020 | Where Your Eyes Linger           | Kang-kook     | 8 episodios  |        |
| 2020 | Kiss Goblin                      | Exorcista     |              |        |
| 2020 | Tell Me You've Changed           | Seok-jin      | 4 episodios  |        |
| 2021 | Nobleman Ryu's Wedding           | Kim Tae-ho    | 8 episodios  |        |
| 2021 | Neighborhood Witch J             | Lee Tae-kyung | 12 episodios | [ 21 ] |
| 2021 | My Sweet Dear                    | Choi Jung-woo | 8 episodios  |        |

### Películas
| Año  | Título                                  | Personaje             | Notas                                                                 | Ref.   |
| ---- | --------------------------------------- | --------------------- | --------------------------------------------------------------------- | ------ |
| 2015 | Northern Limit Line (연평해전)          | Kim Myoen-soo         | junto a Kim Mu-yeol, Jin Goo, Lee Hyun-woo, Lee Wan y Lee Tae-ri      |        |
| 2015 | The Beauty Inside                       | Kim Woo-jin (n.º 106) | junto a Han Hyo-joo, Lee Geung-young y Moon Sook                      |        |
| 2018 | Dokgo Rewind                            | -                     | junto a Oh Se-hun, Ahn Bo-hyun y Cho Byung-kyu                        |        |
| 2020 | The Dragon Inn 1: The City of Sadness   | Seung-jin             | junto a Oh Ji-ho, Ji Il-joo, Bae Hong-seok, Park Jeong-hwa y Kang Yul | [ 22 ] |
| 2021 | The Dragon Inn 2: The Night of The Gods | Seung-jin             |                                                                       |        |

### Aparición en programas de variedades
| Año  | Programa            | Notas                |
| ---- | ------------------- | -------------------- |
| 2018 | Life Bar (인생술집) | (ep. #62) - invitado |

### Apariciones en videojuegos
| Año  | Título    | Personaje  | Notas                                      |
| ---- | --------- | ---------- | ------------------------------------------ |
| 2019 | BTS World | Estudiante | (Apareció durante la historia de Jungkook) |

### Teatro
| Año  | Título            | Personaje | Notas |
| ---- | ----------------- | --------- | ----- |
| 2013 | 공익맨과 백두장군 | -         |       |
| 2016 | 감금              | -         |       |
| 2017 | 더가이즈          | -         |       |

### Aparición en videos musicales
| Año  | Intérprete(s)    | Canción                           | Notas  |
| ---- | ---------------- | --------------------------------- | ------ |
| 2015 | Lee-Nu ft. Miiii | "Dawn" (이 새벽에)                | [ 23 ] |
| 2018 | Baek A-yeon      | "Sorry To Myself" (마음아 미안해) | [ 24 ] |

### Anuncios
| Año | Título | Notas |
| --- | ------ | ----- |
| -   | 속청   |       |

### Revistas / sesiones fotográficas
| Año  | Título            | Notas               |
| ---- | ----------------- | ------------------- |
| 2020 | Dazed Korea       | junto a Han Gi-chan |
| -    | GQ                |                     |
| -    | ARENA             |                     |
| -    | ELLE              |                     |
| -    | Esquire           |                     |
| -    | bnt International |                     |
| -    | MAPS              |                     |
| -    | FAST              |                     |
| -    | The Celebrity     |                     |
| -    | By Bling          |                     |
| -    | Baeuty Club       |                     |

## Premios y nominaciones
| Año  | Categoría      | Premio               | Trabajo        | Resultado |
| ---- | -------------- | -------------------- | -------------- | --------- |
| 2021 | Best New Actor | 2021 MBC Drama Award | Oh My Ladylord | Nominado  |